# Aerodramus nuditarsus
Andorinhão-de-tarso-nu ou salangana-de-pés-nus (Aerodramus nuditarsus) é uma espécie de andorinhão da família Apodidae.
Pode ser encontrada nos seguintes países: Indonésia e Papua-Nova Guiné.